# 島田デボラ・エンジュ
エンジュ・島田・デボラは、ブラジル出身の歌手。

## 来歴
7歳頃から歌を習い始める。ブラジルの名門校『 EM&Tミュージックスクール』にて、名講師のエリ テ・ムラ ／ロニー・ネブレシュキに師事し、歌唱力を磨く。
現在、演歌を始めバラード /ポップス /ロック /R&B/サンバ /ボサノヴァなど様々なジャンルを唄う。特に演歌では、日本音楽サンパウロ州ジュニア大会と日本音楽ブラジル全国大会で優勝、二連覇という偉業をする。
各メディアからも高い評価を受け、数多くのテレビ番組に出演。日系ラジオ局「バンザイ」に出演した際は生歌も披露し、その歌唱力は好評を博す。 
また、2010年からドリームコンサート・ミュージカル団体のメイシンガーとして日本人歌手西城秀樹と共演している。
2011年からは大手電子楽器メーカ「ロランド」の歌手として活動。“エキスポミュージック 2011”に出演、翌年 1月に開催された MSCオーケストラ・クルーズにも出演し、話題を集めた。
歌だけでなく幼い頃から クラシックバレエやジャズダンス、ストリートダンス 、エアロビクスなども習い、ダンス全般に熟練している。

## 出演ドラマ・映画]
- ブラジル映画『 Citando Borges 』(Jun Sakuma監督)に主演女優として出演。
- 『 Microsoft』の TV コマーシャルに出演。 コマーシャルに出演。
- 雑誌広告では、数々の化粧品会社キャンペーにモデルとして参加。

## モデル等の活動
- 2013年　ミス日系コンテストサンパウロ大会でミスアジア賞と日系グランプリ賞を受賞。
- 2014年　「Koshino Junko」のショーにモデルとして参加し活躍。

## バラエティー番組への出演
- 2014年　3月に日本のテレビ番組「所ジョーの笑ってこらえて! 世界中からヴィーナスを探せ」に出演。その見事なプロポーションと驚異の歌唱力で番組出演者全員をうならせた。

## 歌手としての活動
2014年に歌手を目指す事を目的に来日。来日後は、ちあきなおみの「喝采」や細川たかしの「北酒場」などのヒット曲を手がけた作曲家の中村泰士のもとで歌唱指導を受けながらプロデビューを目指す。
2015年、作曲家の中村泰士が石原裕次郎のために７３年に作曲した「きょうよりあしたが」のリメイク企画に抜擢された。
小島綾香・デボラ延寿の2人からなる女性デュオ《歌謡女子“じゅくぜん果実”》という女性デュオを結成。
中村泰士のプロデュースにより、「きょうよりあしたが」でデビュー。以後、各種のイベントやコンサートなどに精力的に出演し人気を博する。
2016年夏に作曲家の中村泰士プロデュースでデビュー予定。

## 参考
- ファンファン福岡 - 歌や和太鼓、ダンスで魅了 島田デボラ・エンジュさん（日系ブラジル人歌手）